# IC 1998
IC 1998 је елиптична галаксија у сазвјежђу Бик која се налази на листи објеката дубоког неба у Индекс каталогу.
Деклинација објекта је + 1° 11' 25" а ректасцензија 3h 51m 31,2s. Привидна величина (магнитуда) објекта IC 1998 износи 14,4 а фотографска магнитуда 15,4. IC 1998 је још познат и под ознакама CGCG 391-39, NPM1G +01.0131, PGC 13978.